# Sene (moneta)
Sene – moneta zdawkowa Samoa (Zachodniego) wprowadzona 10 lipca 1967 r. jako równowartość {\displaystyle {\tfrac {1}{100}}} tali.